# ماكرولان
ماكرولان هو حشو للثدي تم تسويقه من قبل كيو-ميد في المملكة المتحدة في بدايات 2008م. ويدعي أنه بديل أقل احتياجًا لعمليات تكبير الثدي، بازدياد هيئة ثدي واحد من خلال الحقن الذي يستغرق بين 30 إلي 90 دقيقة، يشار بالعامية باسم «وظيفة الثدي لمدة 30 دقيقة».
في الآونة الأخيرة، توقفت كيو-ميد عن دعم ماكرولان كمحسن للثدي بسبب عدم وجود توافق في الآراء بين أطباء الأشعة بغض النظر عن كيفية فحص الثديين الذي تم حقنهم بالحشو.